# Chalcides armitagei
Espèce
Statut de conservation UICN

 NT  : Quasi menacé
Chalcides armitagei est une espèce de sauriens de la famille des Scincidae.

## Répartition
Cette espèce se rencontre au Sénégal, en Gambie et en Guinée-Bissau.

## Étymologie
Cette espèce est nommée en l'honneur de Cecil Hamilton Armitage, qui a découvert les spécimens types.

## Publication originale
- Boulenger, 1922 : Description of a New Lizard of the genus Chalcides, from the Gambia, living in the Society's Gardens. Proceedings of the Zoological Society of London, vol. 1922, p. 899 (texte intégral).